# Nordi Mukiele
Nordi Mukiele, né le 1er novembre 1997 à Montreuil (Seine-Saint-Denis), est un footballeur international français d’origine congolaise qui évolue au poste de latéral droit au Sunderland AFC.
Il est sélectionné en équipe de France à partir de 2021.

## Biographie

### Enfance et formation
Nordi Mukiele naît et grandit à Montreuil en Seine-Saint-Denis, à proximité du stade Déjerine (Paris XXe). Son frère cadet, Norvin Mukiele, est également footballeur et évolue au poste d'avant-centre avec l'équipe réserve de Nîmes depuis janvier 2022. Son autre frère cadet Nordan Mukiele est international U16 et joue au Stade rennais depuis 2021.
Il commence le football au Paris FC et y passe neuf saisons, de 6 à 15 ans. « Il avait déjà la même qualité de frappe et de débordement, mais à l'époque, c'était un joueur correct sans plus, il ne sortait pas forcément du lot. Mais il était bosseur, déterminé, savait où il voulait aller », se souvient Marc Moesta, son éducateur en U12 et U13. Il est repéré par le Stade lavallois en U17. Les Girondins de Bordeaux sont aussi sur les rangs, mais réagissent plus lentement, notamment à cause du dossier scolaire du joueur.

### Débuts au Stade lavallois
En 2013, Nordi Mukiele rejoint le centre de formation du Stade lavallois. Ses débuts sont difficiles à cause de l'éloignement de sa famille et de ses amis. En 2014 il est demi-finaliste de la Coupe Gambardella. Il est titulaire en CFA2 alors qu’il est U19, et le responsable du centre de formation Stéphane Moreau milite pour que Mukiele intègre rapidement le groupe professionnel contre l'avis de l'entraîneur Marco Simone. « Nordi se sentait trop fort en jeunes » ajoute Bernard Mottais, un de ses formateurs au Stade lavallois.
Alors qu'il s'attend à « passer par les U17, les U19, la CFA2 », Mukiele joue son premier match en professionnel en Ligue 2 en novembre 2014 contre l'AJ Auxerre, juste après ses 17 ans. Début mai 2015, devenu international français U18, le jeune signe son premier contrat professionnel alors qu'à son âge, le Stade lavallois aurait pu le confiner à un statut de stagiaire.
Il joue un total de trente-neuf matchs pour deux buts marqués avec la formation mayennaise, avant de rejoindre l'élite du football français à l'âge de 19 ans. En janvier 2020, il est désigné dans le onze type de la décennie par la rédaction sportive de Ouest-France Laval.

### Montpellier HSC
Nordi Mukiele signe un contrat de cinq saisons avec le Montpellier HSC le 6 janvier 2017. Le montant du transfert est estimé à 1,5 million d'euros, auquel s'ajoute 10 à 20% sur la plus value d'éventuels transferts futurs. Il joue son premier match avec la formation héraultaise le 21 janvier suivant en entrant en jeu à la mi-temps lors d'une défaite de son équipe face à Metz (2-0).

### RB Leipzig

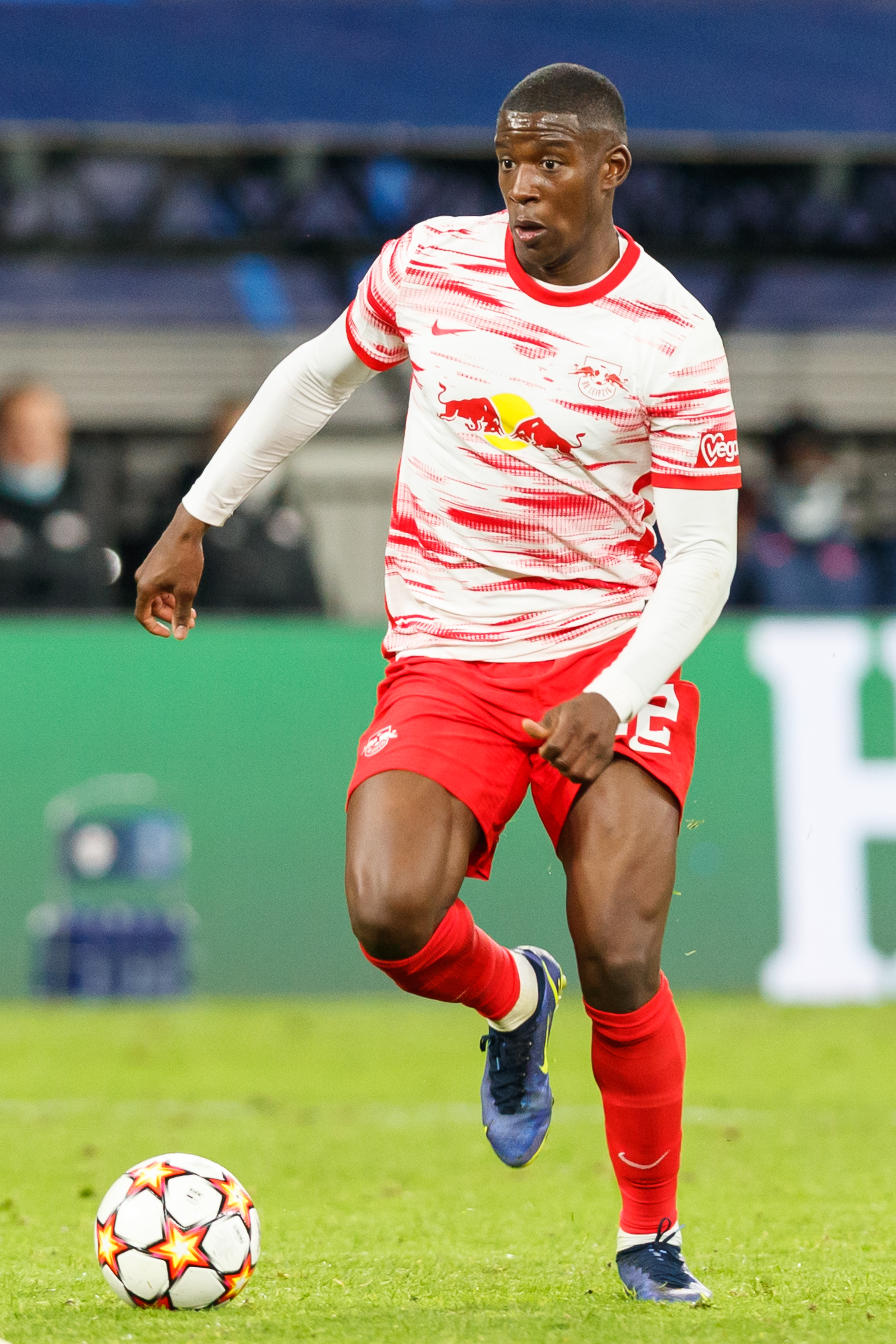
Mukiele en 2021 avec le RB Leipzig.

Le 30 mai 2018, Nordi Mukiele est transféré pour seize millions d'euros et signe un contrat de cinq saisons avec le club allemand du RB Leipzig. Il s'agit de la plus grosse vente de l'histoire du Montpellier HSC. Ayant négocié un pourcentage à la revente lors de son transfert un an et demi auparavant, le Stade lavallois perçoit 10 à 20% du montant, soit au minimum 1,5 million d'euros. Il joue son premier match sous ses nouvelles couleurs le 2 septembre 2018, en étant titularisé lors d'une rencontre de Bundesliga face au Fortuna Düsseldorf (1-1). Le 18 mai 2019 Mukiele inscrit son premier but pour Leipzig sur un service de Marcelo Saracchi, lors de la défaite de son équipe face au Werder Brême en championnat (2-1 score final). Le 25 mai 2019, il est mis sur le banc et n'entre pas en jeu lors de la finale de la Coupe d'Allemagne perdue 3-0 face au Bayern Munich.
Le 17 septembre 2019, il joue son premier match de Ligue des champions, en étant titulaire au poste d'arrière droit lors d'une victoire 2-1 face au Benfica Lisbonne. Son équipe termine première de sa poule devant l'Olympique lyonnais et affronte Tottenham en huitièmes de finale. Leipzig crée alors la surprise en éliminant les finalistes de la dernière édition alors que le club ne connaissait que la deuxième participation de son histoire à la Ligue des champions. Lors du match retour, Mukiele reçoit un ballon dans le visage et est contraint de sortir sur civière à la 55e minute du match. Leipzig atteint la demi-finale de la Ligue des champions face au Paris Saint-Germain mais s'incline 3-0 face au club français.
Il inscrit son premier but en Ligue des champions le 2 décembre 2020 contre l'İstanbul Başakşehir FK, dans un match que son équipe remporte 4 à 3.

### Paris Saint-Germain
Le 26 juillet 2022, il s'engage pour cinq ans avec le Paris Saint-Germain. Le montant du transfert est estimé à 12 millions d'euros, plus quatre millions d'euros de bonus. Blessé aux muscles ischio-jambiers, Mukiele doit subir une intervention chirurgicale le 11 avril, ce qui met fin prématurément à sa saison.

#### Prêt au Bayer Leverkusen
Le 28 août 2024, Nordi Mukiele est prêté pour la saison aux champions allemands du Bayer Leverkusen.
Il joue son premier match pour Leverkusen le 14 septembre 2024, lors d'une rencontre de Bundesliga face au TSG 1899 Hoffenheim. Il entre en jeu et son équipe s'impose par quatre buts à un.
Il marque son premier but le 10 décembre 2024 à l'occasion de la 6e journée de phase de ligue en Ligue des Champions contre l'Inter Milan qui n'avait pas pris de buts depuis le début de cette compétition.

### Parcours international
Début 2015, Nordi Mukiele est sélectionné en équipe de France U18. Il joue en tout deux matchs avec cette équipe,.
Lors de l'année 2016, il joue avec les U19, puis les U20.
Il connait sa première sélection avec l'équipe de France espoirs le 5 juin 2017 face à l'Albanie. Il est titularisé et son équipe l'emporte par trois buts à zéro ce jour-là.
En septembre 2021, il est convoqué pour la première fois avec l’équipe de France pour pallier l’absence de Jules Koundé, exclu lors du match comptant pour la qualification à la Coupe du monde 2022, face à la Bosnie-Herzégovine. Resté sur le banc en Ukraine, il fait ses débuts en Bleu face à la Finlande le 7 septembre 2021 en entrant en jeu à la place de Léo Dubois. Par la suite Didier Deschamps lui préfère Jonathan Clauss pour occuper le flanc droit de la défense.

## Style de jeu
Nordi Mukiele entre au centre de formation du Stade lavallois comme défenseur latéral droit. À Laval et Montpellier, il est autant utilisé comme arrière droit que comme défenseur axial. Il se stabilise dans le couloir droit à Leipzig.

## Statistiques
| Saison                | Club                    | Championnat           | Championnat | Championnat | Championnat | Coupe nationale | Coupe nationale | Coupe nationale | Coupe de la Ligue | Coupe de la Ligue | Coupe de la Ligue | Supercoupe | Supercoupe | Supercoupe | Compétition(s) continentale(s) | Compétition(s) continentale(s) | Compétition(s) continentale(s) | Compétition(s) continentale(s) | Qualifs UEFA | Qualifs UEFA | Qualifs UEFA | Total | Total | Total |
| Saison                | Club                    | Division              | M.          | B.          | P.d.        | M.              | B.              | P.d.            | M.                | B.                | P.d.              | M.         | B.         | P.d.       | Comp.                          | M.                             | B.                             | P.d.                           | M.           | B.           | P.d.         | M.    | B.    | P.d.  |
| 2014-2015             | Stade lavallois         | Ligue 2               | 2           | 0           | 0           | -               | -               | -               | -                 | -                 | -                 | -          | -          | -          | -                              | -                              | -                              | -                              | -            | -            | -            | 2     | 0     | 0     |
| 2015-2016             | Stade lavallois         | Ligue 2               | 15          | 2           | 1           | 2               | 0               | 0               | 2                 | 0                 | 0                 | -          | -          | -          | -                              | -                              | -                              | -                              | -            | -            | -            | 19    | 2     | 1     |
| 2016-2017             | Stade lavallois         | Ligue 2               | 17          | 0           | 1           | 1               | 0               | 0               | 3                 | 0                 | 0                 | -          | -          | -          | -                              | -                              | -                              | -                              | -            | -            | -            | 21    | 0     | 1     |
| Sous-total            | Sous-total              | Sous-total            | 34          | 2           | 2           | 3               | 0               | 0               | 5                 | 0                 | 0                 | -          | -          | -          | -                              | -                              | -                              | -                              | -            | -            | -            | 42    | 2     | 2     |
| 2016-2017             | Montpellier HSC         | Ligue 1               | 17          | 0           | 0           | -               | -               | -               | -                 | -                 | -                 | -          | -          | -          | -                              | -                              | -                              | -                              | -            | -            | -            | 17    | 0     | 0     |
| 2017-2018             | Montpellier HSC         | Ligue 1               | 33          | 0           | 1           | 2               | 0               | 0               | 4                 | 0                 | 0                 | -          | -          | -          | -                              | -                              | -                              | -                              | -            | -            | -            | 39    | 0     | 1     |
| Sous-total            | Sous-total              | Sous-total            | 50          | 0           | 1           | 2               | 0               | 0               | 4                 | 0                 | 0                 | -          | -          | -          | -                              | -                              | -                              | -                              | -            | -            | -            | 56    | 0     | 1     |
| 2018-2019             | RB Leipzig              | Bundesliga            | 19          | 1           | 1           | 4               | 0               | 0               | -                 | -                 | -                 | -          | -          | -          | C3                             | 5                              | 0                              | 0                              | 3            | 0            | 0            | 31    | 1     | 1     |
| 2019-2020             | RB Leipzig              | Bundesliga            | 25          | 3           | 1           | 2               | 0               | 0               | -                 | -                 | -                 | -          | -          | -          | C1                             | 10                             | 0                              | 0                              | -            | -            | -            | 37    | 3     | 1     |
| 2020-2021             | RB Leipzig              | Bundesliga            | 28          | 3           | 1           | 5               | 0               | 0               | -                 | -                 | -                 | -          | -          | -          | C1                             | 7                              | 1                              | 0                              | -            | -            | -            | 40    | 4     | 1     |
| 2021-2022             | RB Leipzig              | Bundesliga            | 28          | 1           | 3           | 2               | 0               | 0               | -                 | -                 | -                 | -          | -          | -          | C1+C3                          | 6+2                            | 1+0                            | 1+0                            | -            | -            | -            | 38    | 2     | 4     |
| Sous-total            | Sous-total              | Sous-total            | 100         | 8           | 6           | 13              | 0               | 0               | -                 | -                 | -                 | -          | -          | -          | -                              | 30                             | 2                              | 1                              | 3            | 0            | 0            | 146   | 10    | 7     |
| 2022-2023             | Paris Saint-Germain     | Ligue 1               | 19          | 0           | 3           | 1               | 0               | 0               | -                 | -                 | -                 | 1          | 0          | 0          | C1                             | 4                              | 0                              | 0                              | -            | -            | -            | 25    | 0     | 3     |
| 2023-2024             | Paris Saint-Germain     | Ligue 1               | 16          | 0           | 0           | 1               | 0               | 1               | -                 | -                 | -                 | 0          | 0          | 0          | C1                             | 3                              | 0                              | 0                              | -            | -            | -            | 20    | 0     | 1     |
| Sous-total            | Sous-total              | Sous-total            | 35          | 0           | 3           | 2               | 0               | 1               | -                 | -                 | -                 | 1          | 0          | 0          | -                              | 7                              | 0                              | 0                              | -            | -            | -            | 45    | 0     | 4     |
| 2024-2025             | Bayer Leverkusen (prêt) | Bundesliga            | 15          | 1           | 0           | 4               | 0               | 0               | -                 | -                 | -                 | -          | -          | -          | C1                             | 5                              | 1                              | 1                              | -            | -            | -            | 24    | 2     | 1     |
| Total sur la carrière | Total sur la carrière   | Total sur la carrière | 225         | 11          | 12          | 24              | 0               | 1               | 9                 | 0                 | 0                 | 1          | 0          | 0          | -                              | 42                             | 3                              | 2                              | 3            | 0            | 0            | 304   | 14    | 15    |

## En sélection nationale
| Saison                | Sélection             | Phases finales        | Phases finales | Phases finales | Phases finales | Éliminatoires CDM | Éliminatoires CDM | Éliminatoires CDM | Éliminatoires EURO | Éliminatoires EURO | Éliminatoires EURO | Ligue Nations UEFA | Ligue Nations UEFA | Ligue Nations UEFA | Matchs amicaux | Matchs amicaux | Matchs amicaux | Total | Total | Total |
| Saison                | Sélection             | Compétition           | M              | B              | Pd             | M                 | B                 | Pd                | M                  | B                  | Pd                 | M                  | B                  | Pd                 | M              | B              | Pd             | M     | B     | Pd    |
| --------------------- | --------------------- | --------------------- | -------------- | -------------- | -------------- | ----------------- | ----------------- | ----------------- | ------------------ | ------------------ | ------------------ | ------------------ | ------------------ | ------------------ | -------------- | -------------- | -------------- | ----- | ----- | ----- |
| 2021-2022             | France                | -                     | -              | -              | -              | 1                 | 0                 | 0                 | -                  | -                  | -                  | -                  | -                  | -                  | -              | -              | -              | 1     | 0     | 0     |
| Total sur la carrière | Total sur la carrière | Total sur la carrière | -              | -              | -              | 1                 | 0                 | 0                 | -                  | -                  | -                  | -                  | -                  | -                  | -              | -              | -              | 1     | 0     | 0     |

### Liste des matchs internationaux
| # | Date             | Lieu                                              | Adversaire | Résultat | Compétition                             | Notes                                                         |
| - | ---------------- | ------------------------------------------------- | ---------- | -------- | --------------------------------------- | ------------------------------------------------------------- |
| 1 | 7 septembre 2021 | Parc Olympique lyonnais, Décines-Charpieu, France | Finlande   | 2 - 0    | Éliminatoires de la Coupe du monde 2022 | Entre en jeu à la place de Léo Dubois à la 67e minute de jeu. |

## Palmarès
Formé en France avant de partir au RB Leipzig, Nordi Mukiele y remporte son premier titre en soulevant la Coupe d'Allemagne en 2022 après une séance de tirs au but contre le SC Fribourg, trois après avoir été finaliste face au Bayern Munich, finale qu'il voit depuis le banc des remplaçants et un an après s'être incliné en finale contre le Borussia Dortmund.
De retour en France, au Paris Saint-Germain, il remporte dès son premier match le Trophée des Champions 2022 avant d'être sacré champion de France en fin de saison. La saison suivante, il est remporte un second Trophée des Champions avant d'être de nouveau sacré champion de France.
Prêté au Bayer Leverkusen lors de la saison 2024-2025, il termine vice-champion d'Allemagne.
| RB Leipzig (1) | Paris Saint-Germain (4)                                                                              | Bayer Leverkusen                                 |
| --- | --- | ------------------------------------------------ |
| - Championnat d'Allemagne - Vice-champion : 2021 - Coupe d'Allemagne - Vainqueur : 2022 - Finaliste : 2019 et 2021 | - Championnat de France - Champion : 2023 et 2024 - Trophée des Champions - Vainqueur : 2022 et 2023 | - Championnat d'Allemagne - Vice-champion : 2025 |